# Apologie de la secte Anandryne
Apologie de la secte Anandryne, ou Exhortation d’une jeune tribade ist der Titel einer erstmals 1784 erschienenen pornografischen Schrift.
Die Schrift stellt vorgeblich den Abdruck einer 1778 von der Schauspielerin Françoise Marie Antoinette Saucerotte gehaltenen Rede dar, in der die Statuten und Riten eines lesbisch-erotischen, Geheimbundes, der „anandrynischen“ (griechisch „mannlosen“) tribadischen Sekte, erläutert werden. Die Sprecherin richtet sich vor allem an Frauen gehobener, insbesondere aristokratischer Kreise, und fordert sie auf, die Freuden der gleichgeschlechtlichen Liebe zu entdecken.

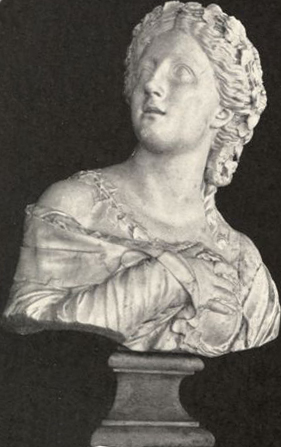
Büste der Mademoiselle Françoise Raucourt (1756–1815) von Pajou.

Die Apologie erschien erstmals 1784 im zehnten Band der in London erscheinenden pornografischen Zeitschrift L'Espion anglais und wurde besonders in den Revolutionszeit nachgedruckt, so 1793 als Anandria, ou Confession de Mlle Sappho, élève de la Gourdan, sur sa réception dans la secte anandryne und 1793 unter dem Titel La Nouvelle Sappho, ou Histoire de la secte anandryne, (Imprimerie de P.-F. Didot, Paris 1793). Der Enfer der Französischen Nationalbibliothek hält mindestens zwei Drucke der Apologie, als deren Herausgeber Mathieu-François Pidansat de Mairobert firmiert.
Der fiktionale Charakter der Apologie ist in der Folge oft verkannt und die tatsächliche Existenz eines solchen Geheimbundes behauptet worden, so etwa in Jean de Reuillys Raucourt-Biografie La Raucourt et ses amies (1909).